# Học viện Âm nhạc Huế
Học viện Âm nhạc Huế được thành lập ngày 08/11/2007, trụ sở chính của trường được đặt tại quận Thuận Hóa, thành phố Huế, đây là một trong 3 trường đào tạo âm nhạc bậc đại học tại Việt Nam (gồm có Nhạc viện thành phố Hồ Chí Minh và Học viện Âm nhạc Quốc gia Việt Nam).
Học viện Âm nhạc Huế tiền thân là Trường Quốc gia Âm nhạc Huế (1962-1975). Từ sau năm 1975, trường đổi tên thành Trường Âm nhạc Huế. Năm 1985, sáp nhập với Trường Cao đẳng Mỹ thuật Huế trở thành Trường Cao đẳng Nghệ thuật Huế. Năm 1994, nâng cấp thành Trường Đại học Nghệ thuật Huế.
Các chuyên ngành đào tạo của Học viện bao gồm: Sáng tác âm nhạc, Chỉ huy âm nhạc, Biểu diễn âm nhạc, Nhã nhạc Cung đình Huế...Nhiệm vụ chính của nhà trường là nghiên cứu và đào tạo âm nhạc ở khu vực miền Trung - Tây Nguyên, đồng thời góp phần khôi phục bảo tồn, phát huy giá trị Nhã nhạc Cung đình Huế và Cồng chiêng Tây Nguyên, hai loại hình nghệ thuật đã được UNESCO công nhận là di sản phi vật thể và truyền khẩu của nhân loại.

Học viện được đặt trên khu vực của Trường Pellerin Huế, kế thừa tòa nhà cũ của trường này. Đây là một trong những kiến trúc phương Tây còn sót lại của Huế.

## Ban Giám đốc
- Giám đốc: Tiến sĩ Hà Mai Hương
- Phó Giám đốc: Thạc sĩ Hoàng Thanh Sơn

## Thành lập
Học viện Âm nhạc Huế được thành lập ngày 08/11/2007 theo quyết định số 1492/QĐ -TTg của Thủ tướng Chính phủ Nguyễn Tấn Dũng trên cơ sở nâng cấp và tổ chức lại khoa Âm nhạc của trường Đại học Nghệ thuật thuộc Đại học Huế, khoa Âm nhạc thuộc trường Trung học Văn hóa Nghệ thuật Thừa Thiên Huế

## Các ngành đào tạo
Hiện nay Học viện có 4 khoa đào tạo:
- Biểu diễn âm nhạc:

1. Nhạc cụ dân tộc (bao gồm: Tranh, Bầu, Nhị, Nguyệt, Tỳ, Tam thập lục, Sáo trúc)
2. Giao hưởng thanh nhạc phím:(bao gồm: Piano, Violon, Violoncelle, Guitare, thanh nhạc, Clarinette, Oboe, Trompette, Fagotte, Flute)

- Sáng tác - lý luận (có các chuyên ngành: sáng tác âm nhạc, lý luận âm nhạc, chỉ huy âm nhạc)
- Sư phạm âm nhạc
- Nhã nhạc